# Obwarzanek

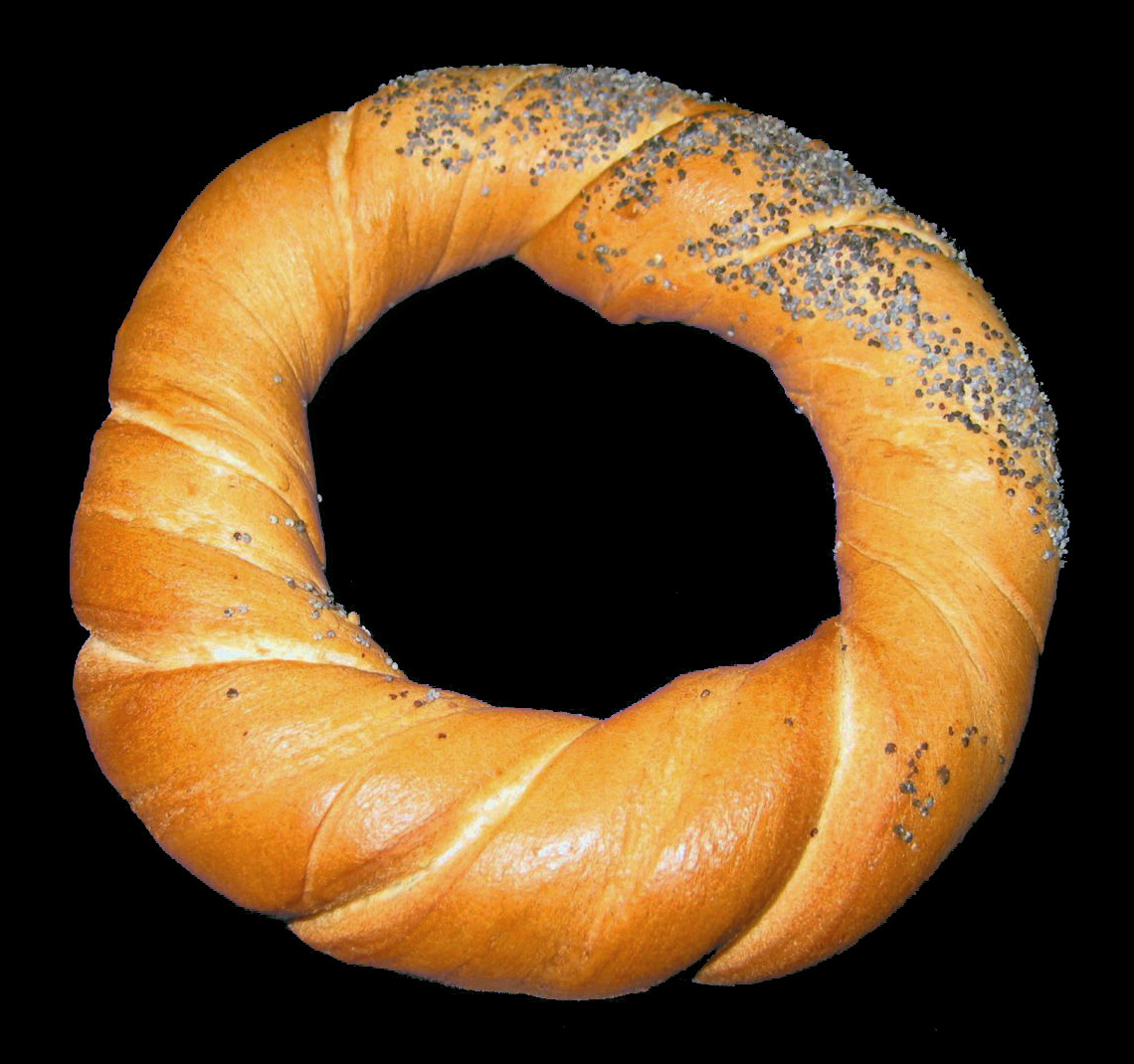
Obwarzanek bestrooid met maanzaad

Obwarzanek (meervoud: Obwarzanki) is een traditioneel Krakaus broodje. 
Het broodje is gevlochten en ringvormig met een doorsnede van 12 tot 17 centimeter en een groot gat in het midden. Het wordt bestrooid met sesam- of maanzaad of grofgemalen zout. Bestrooid met sesam heeft het enige gelijkenis met de Turkse simit. Obwarzanek krakowski is een van de symbolen van Krakau, waar het in ongeveer 175 stalletjes op straat wordt verkocht en is een beschermde oorsprongsbenaming en beschermde geografische aanduiding. 
De oudste vermelding van obwarzanek komt uit de 14de eeuw, namelijk een rekening voor het koninklijk paar Wladislaus II Jagiello en Hedwig.